# Scatella
Scatella är ett släkte av tvåvingar. Scatella ingår i familjen vattenflugor.

## Bildgalleri

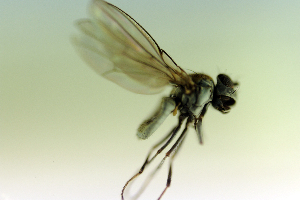
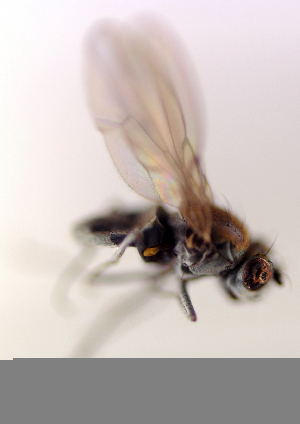

## Dottertaxa tillScatella, i alfabetisk ordning[1][2]
- Scatella abbreviata
- Scatella acutipennis
- Scatella aeneiventris
- Scatella albilutea
- Scatella alticeps
- Scatella amnica
- Scatella angustipennis
- Scatella apicalis
- Scatella argentea
- Scatella argentifacies
- Scatella arizonensis
- Scatella atra
- Scatella aurulenta
- Scatella australiae
- Scatella austrina
- Scatella balioptera
- Scatella bicolor
- Scatella brachyptera
- Scatella brevis
- Scatella bronneci
- Scatella brunnea
- Scatella bryani
- Scatella bullacosta
- Scatella calida
- Scatella callosicosta
- Scatella catalogana
- Scatella cauta
- Scatella cheesmanae
- Scatella ciliata
- Scatella cilipes
- Scatella cinerea
- Scatella cinereifacies
- Scatella clavipes
- Scatella costalis
- Scatella crassicosta
- Scatella curtipennis
- Scatella decemguttata
- Scatella discalis
- Scatella ecuadorensis
- Scatella edwardsi
- Scatella favillacea
- Scatella femoralis
- Scatella fernandezensis
- Scatella fluvialis
- Scatella furens
- Scatella fusca
- Scatella fuscivenosa
- Scatella galapagensis
- Scatella gea
- Scatella gestiens
- Scatella glabra
- Scatella gratiellae
- Scatella gregaria
- Scatella guttipennis
- Scatella hawaiiensis
- Scatella henanensis
- Scatella hirticrus
- Scatella ignara
- Scatella immaculata
- Scatella indistincta
- Scatella insularis
- Scatella irrorata
- Scatella kauaiensis
- Scatella kuscheli
- Scatella lanicrus
- Scatella laxa
- Scatella lindbergi
- Scatella lutea
- Scatella lutosa
- Scatella maculosa
- Scatella major
- Scatella marginalis
- Scatella marinensis
- Scatella masatierrensis
- Scatella mauiensis
- Scatella megastoma
- Scatella melanderi
- Scatella minima
- Scatella nanoptera
- Scatella neglecta
- Scatella nelsoni
- Scatella nipponica
- Scatella nitidithorax
- Scatella norrisi
- Scatella notabilis
- Scatella nubeculosa
- Scatella oahuense
- Scatella obscura
- Scatella obscurella
- Scatella obscuriceps
- Scatella obsoleta
- Scatella pallida
- Scatella paludum
- Scatella penai
- Scatella pentastigma
- Scatella picea
- Scatella pilifera
- Scatella pilimana
- Scatella pruinosa
- Scatella pulla
- Scatella quadrinotata
- Scatella rivalis
- Scatella rufipes
- Scatella sanctipauli
- Scatella savegre
- Scatella semicinerea
- Scatella semipolita
- Scatella septemfenestrata
- Scatella septempunctata
- Scatella setosa
- Scatella sexnotata
- Scatella sexpunctata
- Scatella shewelli
- Scatella silacea
- Scatella skottsbergi
- Scatella spangleri
- Scatella spinicrus
- Scatella stagnalis
- Scatella stenoptera
- Scatella stuckenbergi
- Scatella sturdeeanus
- Scatella subguttata
- Scatella subvittata
- Scatella tasmaniae
- Scatella tenuicosta
- Scatella terryi
- Scatella thermarum
- Scatella tonnoiri
- Scatella triseta
- Scatella troi
- Scatella unguiculata
- Scatella unguiculosa
- Scatella variofemorata
- Scatella varipennis
- Scatella warreni
- Scatella victoria
- Scatella williamsi
- Scatella wirthi
- Scatella vittata
- Scatella vittithorax
- Scatella vulgata